# رينيه أليكساندر
رينيه أليكساندر (بالفرنسية: René Alexandre)‏ هو ممثل فرنسي، ولد في 22 ديسمبر 1885 في فرنسا، وتوفي بنفس المكان في 19 أغسطس 1946.

## وصلات خارجية
- رينيه أليكساندر على موقع IMDb (الإنجليزية)
- رينيه أليكساندر على موقع ألو سيني (الفرنسية)
- رينيه أليكساندر على موقع أول موفي (الإنجليزية)
- رينيه أليكساندر على موقع قاعدة بيانات الأفلام السويدية (السويدية)
- رينيه أليكساندر على موقع قاعدة بيانات الفيلم (الإنجليزية)
- رينيه أليكساندر على موقع كينوبويسك (الروسية)